# Lomatium ravenii
Lomatium ravenii är en flockblommig växtart som beskrevs av Mildred Esther Mathias och Lincoln Constance. Lomatium ravenii ingår i släktet Lomatium och familjen flockblommiga växter. Inga underarter finns listade i Catalogue of Life.